# Zaniena
Zaniena è un comune rurale del Mali facente parte del circondario di Sikasso, nella regione omonima.
Il comune è composto da 11 nuclei abitati:
- Dékorobougou
- Falakouna
- Kobina
- Maribougou
- Noumoula
- Ouarana
- Ouarana-Sokoro
- Ouaténébougou
- Tiolokola
- Zanfina
- Zaniena